# 引字圭祐
引字 圭祐（ひきじ けいすけ、1985年2月13日 - ）は愛知県出身の起業家、シェアリングテクノロジー創業者、投資家。

## 経歴
2006年11月 大学在学中にシェアリングテクノロジー株式会社を創業。代表取締役に就任
2017年8月3日 代表を務めるシェアリングテクノロジーが東証マザーズに新規上場
2019年2月1日 同社 取締役会長に就任
2019年6月30日 取締役を辞任
2019年7月1日 同社顧問に就任